# تاريخ أوروغواي

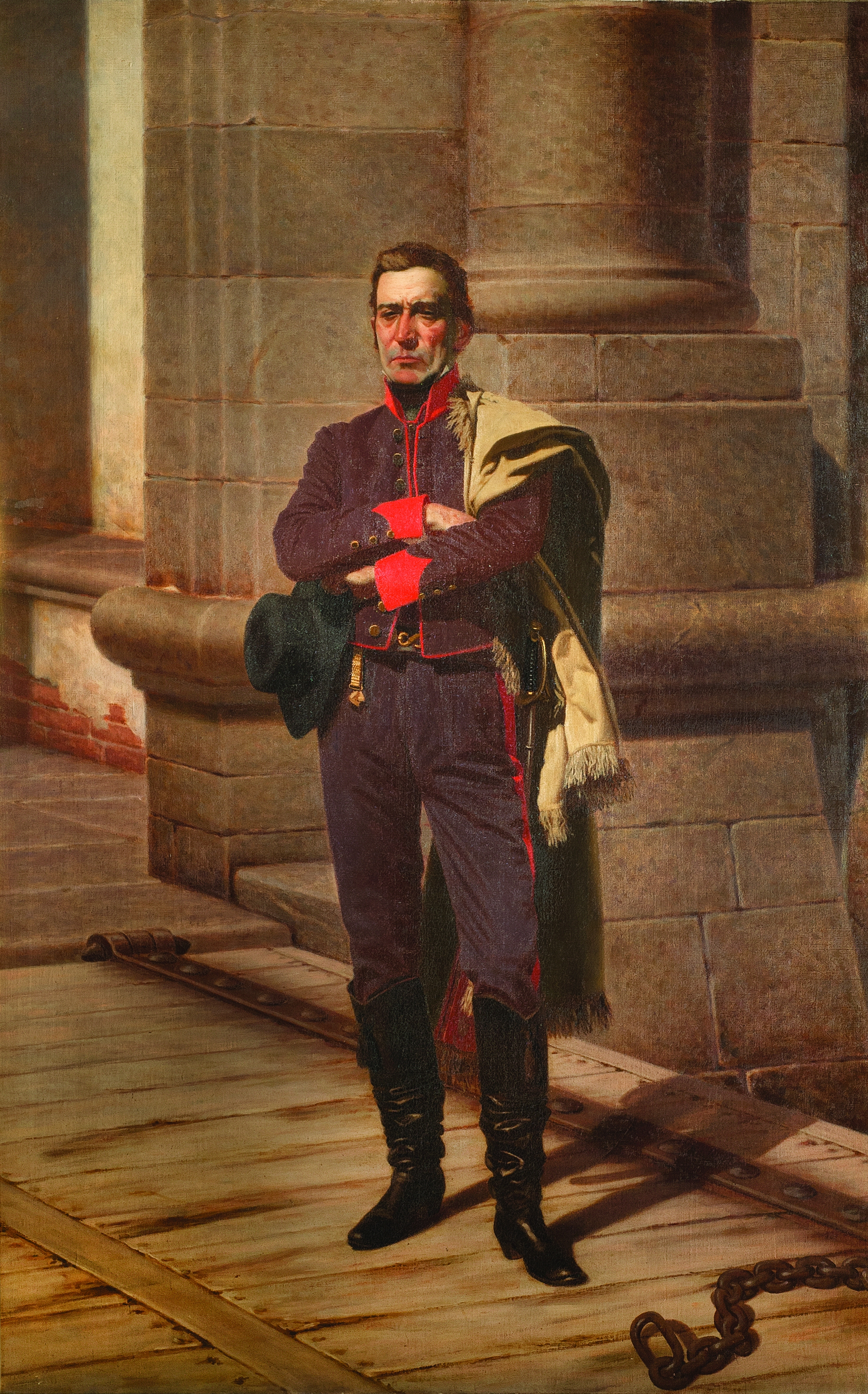
خوسيه جرفاسيو أرتيغاس الأب الروحي لأوروغواي

لقد وثق المؤرخون ان سكان أوروغواي قبل الاستعمار الأوروبي للمنطقة هم من تشاروا، وهي قبيلة صغيرة يقودها من الجنوب مجموعة من غواراني باراغواي. هناك أيضا تم التعرف على أمثلة من الفن الصخري القديم، في أماكن عدة.
وصل الإسبان في إقليم أوروغواي في عام 1516، لكن المقاومة الشعبية الشرسة للغزو مع غياب وجود الذهب والفضة، مع تسويات محدودة في المنطقة خلال القرنين 16 و 17. أصبحت أوروغواي منطقة الخلاف بين الإمبراطوريتين الإسبانية والبرتغالية. في 1603 بدأ الإسبان لإدخال الماشية، التي أصبحت مصدرا للثروة في المنطقة. تأسست أول مستوطنة دائمة في أراضي أوروغواي في الوقت الحاضر من قبل الإسبان في 1624 في سوريانو في ريو نيغرو. في 1669-1671، بنيت القلعة البرتغالية في كولونيا ديل سكرامنتو. كما زاد الإسبان في المستعمرة وسعت إلى الحد من التوسع البرتغالي للحدود مع البرازيل.
يتألف تاريخ الأوروغواي من فترات مختلفة: عصر ما قبل كولومبوس أو التاريخ المبكر (حتى القرن السادس عشر)، الفترة الاستعمارية (1516-1811)، فترة بناء الدولة (1811-1830)، وتاريخ أوروغواي كدولة مستقلة (منذ نحو 1830).

## السكان الأصليون
ترجع آثار الوجود البشري فيها إلى نحو 10000 عام، وتنتمي إلى ثقافات الجامعين والصيادين في الثقافات الكاتالانية والكواريم التي تعد امتدادًا للثقافات الناشئة في البرازيل. اُكتُشِف أقدم سلاح بولاس منذ 7000 سنة. عُثر على أمثلة للفن الصخري القديم في تشامانغا. منذ نحو 4000 عام، وصل شعب شوارا وغواراني إليها. خلال فترة ما قبل الاستعمار، سكن إقليمَ أوروغواي قبائلُ صغيرة من شعوب شارارا البدوية وشانا وأراكان وغواراني التي اقتاتت على صيد الحيوانات والأسماك وربما لم تصل أعدادهم إلى أكثر من 10000 إلى 20000 شخص. تشير التقديرات إلى وجود نحو 9000 فرد من شارارا و6000 من شانا وغواراني في وقت الاتصال الأول مع الأوروبيين في القرن السادس عشر. اختفت الشعوب الأصلية تقريبا بحلول وقت استقلال أوروغواي نتيجة للأمراض الأوروبية والحرب المستمرة.
بلغت الإبادة الجماعية الأوروبية ذروتها في 11 أبريل 1831 بمذبحة سالسبويديس، عندما قُتل معظم الرجال الشاريين على أيدي الجيش الأوروغواياني بأمر من الرئيس فركتوزو ريفيرا. قُسم الـ 300 من نساء وأطفال قبيلة شارارا كرقيق وعبيد منزليين بين الأوروبيين.

## الاستعمار
خلال الحقبة الاستعمارية، كانت أراضي أوروغواي الحالية معروفة باسم باندا أورينتال (الضفة الشرقية لنهر أوروغواي) وكانت منطقة عازلة بين المطالب الاستعمارية المتنافسة بين البرازيل البرتغالية والإمبراطورية الإسبانية. استكشف البرتغاليون لأول مرة منطقة أوروجواي الحالية في 1512-1513.
كان خوان دياز دي سوليس أول مستكشف أوروبي يصل إلى هناك في عام 1516، لكنه قُتل على يد مواطنين أصليين. بينما بقي فيرديناند ماجلان فيما سيصبح مستقبلًا موقع مونتيفيديو في عام 1520. اكتشف سيباستيان كابوت في عام 1526 ريو دي لا بلاتا ولكنه لم ينشئ مستوطنات دائمة في ذلك الوقت. غياب الذهب والفضة حد من استيطان المنطقة خلال القرنين السادس عشر والسابع عشر. في 1603 جُلبت الأبقار والخيول بأمر من هرناندو أرياس دي سافيدرا وبحلول منتصف القرن السابع عشر تضاعف عددهم بشكل كبير. تأسست أول مستوطنة دائمة على أراضي أوروجواي الحالية على يد اليسوعيين الإسبان في عام 1624 في فيلا سوريانو في ريو نيغرو، حيث حاولوا إنشاء نظام ميسيونس أوريانتالز لشارياس.
في عام 1680، أسس المستعمرون البرتغاليون كولونيا دو ساكرامنتو على الضفة الشمالية لنهر لا بلاتا، على الساحل المقابل من بوينس آيرس. زاد النشاط الاستعماري الإسباني مع سعي إسبانيا للحد من توسع البرتغال في الحدود البرازيلية. في عام 1726، أسس الإسبانيون مدينة سان فيليبي دي مونتيفيديو على الضفة الشمالية وسرعان ما تطور ميناءها الطبيعي إلى مركز تجاري ينافس بوينس آيرس. انتقلوا أيضا لاحتلال كولونيا ديل ساكرامنتو. أمنت معاهدة مدريد عام 1750 السيطرة الإسبانية على باندا أورينتال، مُنح المستوطنون الأرض واُنشئت قاعة مدينة محلية.
في عام 1776، تم تأسيس ملكية ريو دي لا بلاتا البديلة وعاصمتها في بوينس آيرس وشملت أراضي باندا أورينتال. وبحلول هذا الوقت، قُسمت الأرض بين مربي الماشية وأصبحت لحوم البقر منتجًا رئيسيًا. بحلول عام 1800، كان أكثر من 10000 شخص يعيشون في مونتيفيديو و 20000 آخرين في بقية المقاطعة. كان نحو 30 ٪ من بين هؤلاء من العبيد الأفارقة.
تأثر تاريخ أوروغواي في أوائل القرن التاسع عشر بالنزاع المستمر بين القوات البريطانية والإسبانية والبرتغالية والمحلية من أجل السيطرة على حوض لا بلاتا. في عامي 1806 و 1807، أثناء الحرب الإنجليزية الإسبانية (1796-1808)، شن البريطانيون غزوات. استولوا على بوينس آيرس عام 1806، ثم حررتها قوات من مونتيفيديو بقيادة سانتياغو دي لينييرز.
في هجوم بريطاني جديد وأقوى في عام 1807، احتلت قوة بريطانية قوامها 10000 جندي مونتيفيديو. لم تتمكن القوات البريطانية من غزو بوينس آيرس للمرة الثانية، وطالب لينيرز بتحرير مونتيفيديو في شروط الاستسلام. تخلى البريطانيون عن هجماتهم عندما حولت حرب شبه الجزيرة البريطانية بريطانيا وإسبانيا إلى حلفاء ضد نابليون.

## النضال من اجل الاستقلال
شهدت ثورة مايو عام 1810 في بوينس آيرس نهاية الحكم الإسباني في ملكية ريو دي لا بلاتا البديلة وإنشاء الأقاليم المتحدة في ريو دي لا بلاتا. قامت الثورة بتقسيم سكان مونتيفيديو إلى قسمين، قسم الذين ظلوا ملكيين، موالين للتاج الإسباني والثوريين الذين دعموا استقلال المقاطعات عن إسبانيا. سرعان ما أدى ذلك إلى حملة باندا أورينتال الأولى بين بوينس آيرس ووكيل الملك الإسباني.
أصدر الوطنيون المحليون بقيادة خوسيه جيرفاسيو أرتيجاس إعلانًا في 26 فبراير 1811 والذي دعا إلى شن حرب ضد الحكم الإسباني. بمساعدة من بوينس آيرس، هزم ارتيجاس الإسبان في 18 مايو 1811 في معركة لاس بيدراس وبدأ حصار مونتيفيديو. في هذه المرحلة، دعا نائب الملك الإسباني البرتغاليين من البرازيل إلى شن غزو عسكري لباندا الشرقية.
خوفا من خسارة هذه المقاطعة أمام البرتغاليين، عقدت بوينس آيرس السلام مع وكيل الملك الإسباني. أقنع الضغط البريطاني البرتغاليين بالانسحاب في أواخر عام 1811، تاركين الملكيين يسيطرون على مونتيفيديو. بسبب غضب ارتيجاس من هذه الخيانة من قبل بوينس آيرس، تراجع مع نحو 4000 من المؤيدين إلى مقاطعة انتري ريوس. خلال حملة باندا أورينتال الثانية في عام 1813، انضم أرتيجاس إلى جيش خوسيه روندو من بوينس آيرس وبدأ الحصار الثاني لمونتيفيديو، ما أدى إلى استسلامها لريو دي لا بلاتا.
شارك أرتيجاس في تشكيل عصبة الشعب الحر، التي وحدت العديد من المقاطعات التي أرادت أن تكون خالية من هيمنة بوينس آيرس وخلق دولة مركزية على النحو المتوخى في مؤتمر توكومان. أُعلن ارتيجاس كحامٍ لهذه الرابطة. تبعًا لأفكاره السياسية (Artiguism) أطلق ارتيجاس قانون إصلاح الأراضي، وتقسيم الأراضي على صغار المزارعين.

## حرب الأوروغواي 1864–1865
المقال الرئيسي: حرب الأوروغواي

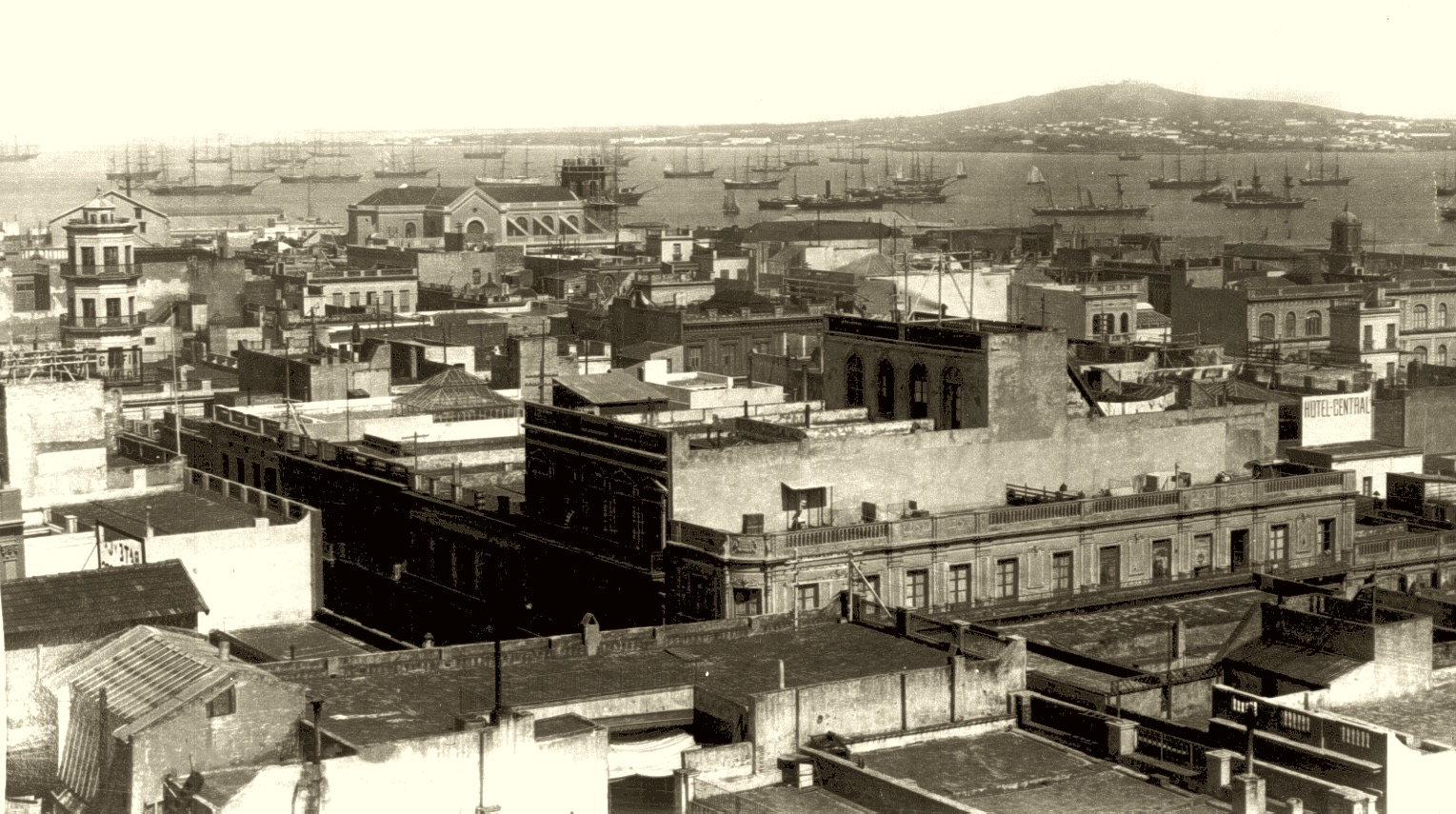
مونتيفيديو عام 1865

خاضت حرب الأوروغواي بين بلانكو الحاكم وتحالف إمبراطورية البرازيل مع كولورادو الذين دعمتهم الأرجنتين. في عام 1863 ، أطلق زعيم كولورادو فينانسيو فلوريس حملة التحرير الصليبية التي تهدف إلى الإطاحة بالرئيس برناردو بيرو وحكومته الائتلافية كولورادو بلانكو . وساعد فلوريس رئيس الأرجنتين بارتولومي ميتري. انهار التحالف عندما انضم كولورادو إلى صفوف فلوريس.
تطورت الحرب الأهلية في أوروغواي إلى أزمة ذات نطاق دولي زعزعت استقرار المنطقة بأكملها. حتى قبل تمرد كولورادو ، سعى البلانكو إلى التحالف مع دكتاتور باراغواي فرانسيسكو سولانو لوبيز. تلقت حكومة بيرو الآن بلانكو البحتة أيضًا دعمًا من الفيدراليين الأرجنتينيين ، الذين عارضوا ميتر وموحدوه. تدهور الوضع عندما انجر إمبراطورية البرازيل إلى الصراع. قررت البرازيل التدخل لإعادة إرساء أمن حدودها الجنوبية وتأثيرها على الشؤون الإقليمية. في هجوم مشترك ضد معاقل بلانكو ، تقدمت القوات البرازيلية - كولورادو عبر أراضي أوروغواي، وفي النهاية حاصرت مونتيفيديو. في مواجهة هزيمة مؤكدة ، استسلمت حكومة بلانكو في 20 فبراير 1865.
كان يمكن اعتبار الحرب قصيرة الأمد نجاحًا بارزًا للمصالح البرازيلية والأرجنتينية ، لو لم يؤد تدخل باراغواي لدعم البلانكو (مع الهجمات على المقاطعات البرازيلية والأرجنتينية) إلى حرب باراغواي الطويلة والمكلفة. في فبراير 1868 ، اغتيل الرئيسان السابقان برناردو بيرو وفنانسيو فلوريس.